# Arthur Buies
Arthur Buies (Montréal, 24 janvier 1840 - Québec, 26 janvier 1901) est un journaliste et essayiste québécois. Adolescent dissipé orphelin de mère et dont le père refait sa vie au Guyana, le jeune Buies est renvoyé de deux établissements scolaires avant de se retrouver à Dublin pour y terminer ses études. Défiant l’autorité paternelle, il se rend plutôt à Paris, où il fréquente les cafés et ne parvient pas à passer son baccalauréat quatre fois plutôt qu’une. Sans le sou, il ne choisit pourtant pas de rentrer à Montréal rejoindre sa sœur et ses grands-tantes, il va plutôt combattre aux côtés des troupes de Giuseppe Garibaldi.
Finalement de retour au Canada en 1862, il devient membre de l’Institut canadien de Montréal où il ferraille avec les ultramontains menés par Mgr Ignace Bourget. Buies fonde La Lanterne (1868-1869). Sous le couvert du rire, ce libéral radical, qualifié à l’époque de rouge, dénonce l’obscurantisme du clergé catholique canadien-français et défend la liberté de pensée afin d’inciter la jeunesse à sortir de son apathie.
Avec le curé Antoine Labelle, Buies devient un chantre de la colonisation et publie plusieurs monographies sur des régions inexploitées pour le gouvernement provincial. Il aura connu des ennuis financiers toute sa vie, mais peut-être était-ce là le prix à payer pour son inébranlable liberté de penser.

## Biographie

### Enfance et formation
Né le 24 janvier 1840 à Côte-des-Neiges, à Montréal, Arthur Buie est le fils de Léocadie d'Estimauville, noble canadienne-française et de William Buie, Écossais des Hébrides,.  Il est l'arrière-petit-fils de Joseph Drapeau. Il a une sœur aînée, Victoria Buie (1837-1898). Sa sœur et lui franciseront éventuellement leur nom de famille en « Buies », prononcé en français. 
En janvier 1841, les parents partent s'installer en Guyane britannique et laissent les deux enfants à leurs grands-tantes maternelles, les seigneuresses Luce-Gertrude Drapeau Casault et Louise-Angèle Drapeau. Leur mère décède en Guyane anglaise le 29 avril 1842 et leur père William décide d'y rester. Il se remarie et aura d'autres enfants de cette deuxième union. Arthur et Victoria demeurent avec leurs grands-tantes maternelles.
Il entre comme pensionnaire en 1853 au Collège de Sainte-Anne-de-la-Pocatière. C’est dans cet établissement qu’il rencontre l’abbé Pierre-Henri Bouchy, pédagogue français venu au Canada entre 1842 et 1855 et qui, selon l’historien Marcel-Aimé Gagnon, « réussit à gagner [la] confiance » de l'écolier. Le jeune Arthur ne s’ennuie pas à écouter parler ce prêtre venu de France. Selon l’historien Raymond Douville, Buies trouve chez l’abbé Bouchy plus qu’un simple tuteur : « Le Préfet s’attacha le jeune Buies et lui inculqua le goût de la culture française. Il forma sa jeune imagination et lui ouvrit des horizons nouveaux. » Le 13 décembre 1853, après le départ de l’abbé Bouchy, Buies est toutefois renvoyé du collège pour indiscipline. Il entre ensuite au Séminaire de Nicolet (1854-1855), duquel il a tôt fait d'être renvoyé pour la même raison. Arthur devient enfin externe au Petit Séminaire de Québec (1855-1856).
À l'âge de seize ans, il se rend en Guyane britannique retrouver son père. En 1856, ce dernier l'envoie en Irlande, au Trinity College de Dublin, pour qu'il puisse y finir ses études. Arthur passe quelques mois à Dublin, puis se rebelle contre l'autorité paternelle et s'installe à Paris, où il étudie au Lycée Saint-Louis. Étudiant dissipé, Buies fréquente les cafés parisiens et s'initie à l'idéologie libérale et républicaine. Il échoue son baccalauréat à quatre reprises. Le 25 avril 1858, il rencontre à Paris son ancien professeur Bouchy, rentré en France depuis 1855.
En juin 1860, Arthur part rejoindre l'expédition des Mille aux côtés des Chemises rouges de Giuseppe Garibaldi, qui luttent contre les Autrichiens, les Bourbons et la papauté pour l'unification de l'Italie au profit du roi de Piémont-Sardaigne. Ceci fera écrire à Louis-Jacques Casault, cousin maternel, qu'il est un « écervelé au suprême degré » et à sa grand-tante Luce-Gertrude Drapeau Casault : « Non, cela n'est pas possible, Arthur, né dans la religion chrétienne et élevé dans les principes religieux ». Il revient en France en septembre de la même année. En 1862, il retourne enfin à Montréal, assailli par les dettes.

### L'Institut canadien de Montréal
Au début de la vingtaine, Buies mène une vie de bohème à Montréal. Il s'en souviendra quelques années plus tard: « Jamais un sou, mais du crédit partout; nous avions encore des tantes alors ». Il fait rapidement son entrée à l'Institut canadien de Montréal, dont il devient membre, et attiré par le journalisme, il commence à collaborer aux journaux Le Défricheur et Le Pays.

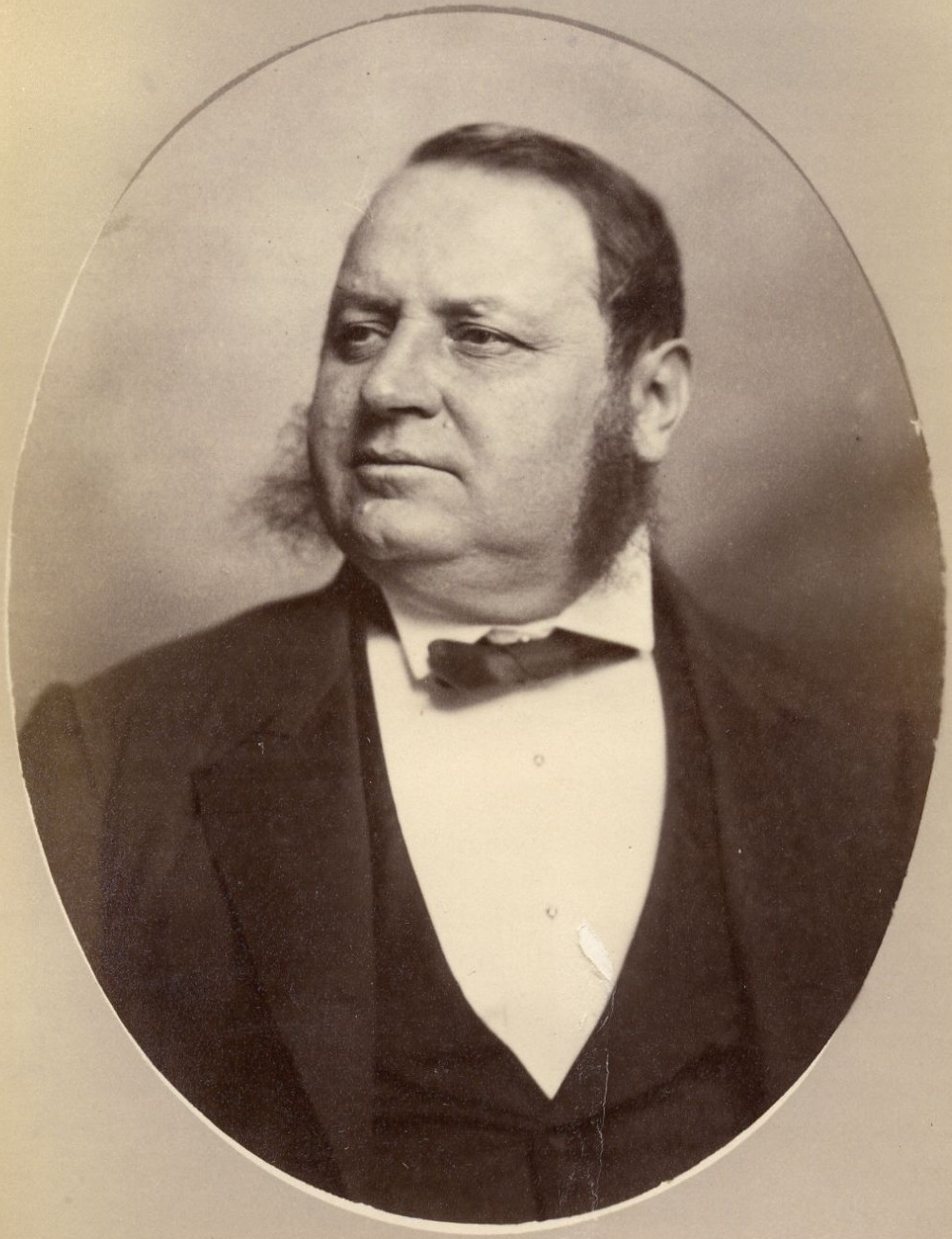
Joseph Doutre, directeur de l'Institut canadien de Montréal.

Les membres de l'Institut canadien défendent des idées libérales, prônant notamment la séparation de l'Église et de l'État et le modèle démocratique américain. Les milieux ultramontains et le clergé s'opposent farouchement à ces idées. À partir de 1858, Mgr Ignace Bourget, évêque de Montréal, exerce une surveillance sur les faits et gestes de l'Institut. Entre-temps, une scission l'agite. Une partie de ses membres quittent et créent l'Institut canadien-français.
C'est dans ce contexte que Buies donne des conférences à l'Institut. L'une de ses premières, L'Avenir de la race française en Canada, est reproduite dans Le Pays du 31 janvier 1863. Il y publiera ensuite fréquemment sur divers sujets, dont la langue française.
En 1863, les conservateurs accroissent leurs attaques à l'égard les libéraux et font paraître plusieurs articles contre eux dans Le Journal de Québec. Buies y est pris à partie. Ils récidivent par une brochure l'année suivante, Le Rougisme en Canada: ses idées religieuses, ses principes sociaux, ses tendances anti-canadiennes (1864). Buies réplique par Lettres sur le Canada (deux lettres en 1864 et une en 1867) dans lesquelles il dénonce entre autres l'obscurantisme et la mainmise du clergé sur la pensée canadienne-française.

Le combat de Mgr Bourget contre l'Institut culmine par la mort du typographe Joseph Guibord en novembre 1869, qui décède excommunié. La lutte pour qu'il soit enterré dans un cimetière montréalais durera près de 6 ans. De plus, Bourget fait mettre l'Annuaire de l'Institut à l'Index la même année. Les activités ne cesseront ensuite de décliner. Buies prononce la dernière conférence publique de l'Institut canadien de Montréal le 24 avril 1871.

### La Lanterne
En janvier 1868, après un passage de quelques mois à Paris où il a tenté sans succès de faire carrière comme homme de lettres, Buies choisit de revenir à Montréal. Il s'inspire de La Lanterne du français Henri Rochefort pour lancee en octobre son propre journal satirique, La Lanterne canadienne. Buies souhaite en faire 
« un journal humoristique, hebdomadaire, l'organe des gens d'esprit, l'ennemi instinctif des sottises, des ridicules, des vices, et des défauts des hommes ». 
Le premier numéro paraît le 17 septembre 1868. Il fait tout seul, tant la rédaction, que la distribution et la vente des abonnements. Le journal est imprimé sur les presses du Pays.
Dans ce feuillet particulièrement anticlérical, il s'en prend entre autres aux Jésuites, au système d'enseignement, à Ignace Bourget, aux zouaves pontificaux, au Parti conservateur de George-Étienne Cartier et aux journaux conservateurs ou ultramontains comme La Minerve, L’Ordre, Le Nouveau Monde et Le Journal de Québec. Buies y dénonce aussi le régime confédératif et déplore l'exode de nombreux Canadiens français aux États-Unis. L'aventure de La Lanterne prend fin le 18 mars 1869. En tout, il aura produit 27 numéros.

### «Parce que c'était lui, parce que c'était moi»: la rencontre avec le curé Antoine Labelle
Après la fin de son journal, Buies part s'installer à Québec. Il fonde L'Indépendant (1870), dont la durée sera très brève, puis écrit des chroniques au Pays ou dans d'autres journaux comme Le National avant de mettre sur pied Le Réveil (1876). Il s'agit à son avis d'« un hebdomadaire très avancé en matière de libéralisme véritable, lequel n'a rien à voir avec le libéralisme boiteux louche et impuissant de la politique ». À l'époque, Buies signe également une série d'ouvrages: Chroniques, humeurs et caprices (1873), Chroniques, voyages (1875) et Petites Chroniques pour 1877 (1878).

La rencontre du curé Antoine Labelle en 1879 sera déterminante. Le curé est entré au département des Terres de la Couronne de la province de Québec. À sa suite, Buies se fait le promoteur de la colonisation des régions inexploitées mais aussi des progrès technologiques comme le chemin de fer et le bateau à vapeur. 

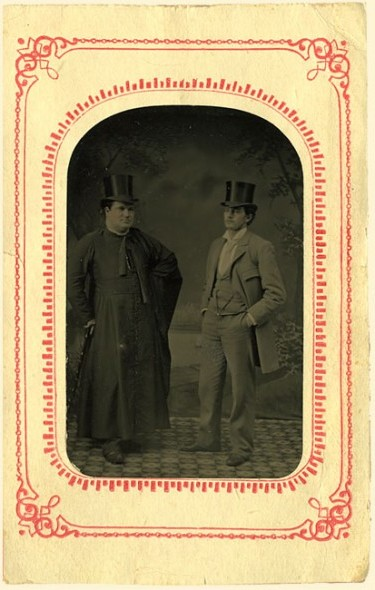
Le curé Antoine Labelle et Arthur Buies.

À la fin des années 1870 et dans les années 1880, il rédige donc des monographies de colonisation pour les gouvernements d'Henri-Gustave Joly de Lotbinière et d'Honoré Mercier. Il traite notamment du Bas-Saint-Laurent, de Charlevoix ou encore du Saguenay-Lac-Saint-Jean.

Sa santé est toutefois minée par l'alcool. En 1882, il effectue un séjour de quelques semaines à l'hôpital pour lutter contre son alcoolisme. Il est destitué de ses fonctions au département peu après. Il part alors quelques mois dans l'Ouest canadien et publie des articles dans La Patrie. 

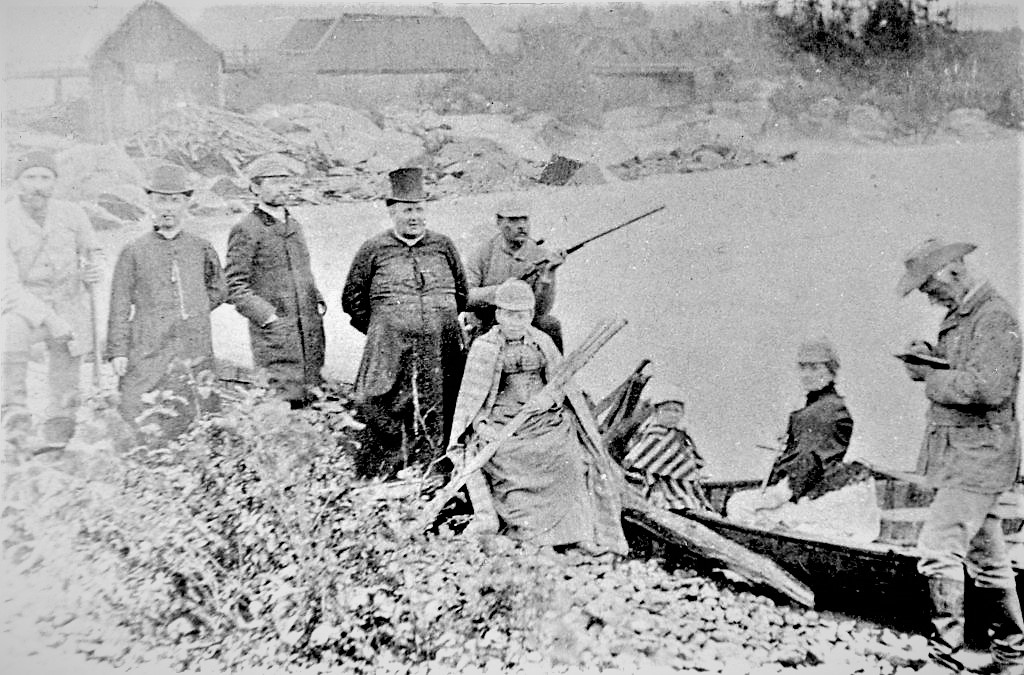
Arthur Buies prend des notes (à droite de la photo) lors de l'expédition du curé Labelle à Chute-aux-Iroquois en 1889.

En 1884, de retour à Québec, il fait rééditer La Lanterne dans un recueil qui comprend toutes ses parutions. Buies se rappelle dans quel contexte est né son journal:
« Chaque numéro contenait seize pages remplies de terribles vérités qu'on ne pouvait, sans une témérité inouïe, exprimer à cette époque d'aplatissement général dans toutes les classes de la société, et surtout parmi la jeunesse presque tout entière accaparée par les jésuites. Ceux-ci trouvaient dans l'évêque Ignace Bourget un appui obstiné par aveuglement et despotique par fanatisme. » 
Le 8 novembre 1886, Mgr Elzéar-Alexandre Taschereau, archevêque de Québec, fait paraître une lettre pastorale dans laquelle il qualifie La Lanterne d'« amas confus de blasphèmes, d'attaques contre l'Église catholique, sa hiérarchie, ses œuvres, son enseignement et ses institutions... ». Buies, qui n'a rien perdu de sa verve, rétorque:
« Uniquement conduits par un instinct de conservation étroit et impérieux, vous ne savez que lancer des interdictions et des foudres, dès qu'on vous signale le plus petit éveil de l'intelligence, la plus petite velléité d'opposition. Jamais vous ne réfutez rien, et cela vous serait cependant si facile à vous qui êtes constamment éclairés par les lumières d'en haut ». 

### Père de famille
Le 8 août 1887, il épouse Marie-Mila Catellier à Québec. Ils auront cinq enfants dont deux atteindront l'âge adulte. L'année suivante, le curé Labelle est nommé à un poste important au sein du département de l'Agriculture et de la Colonisation. Buies y fait son entrée comme agent de colonisation peu après. Il occupe ce poste jusqu'en 1892. 

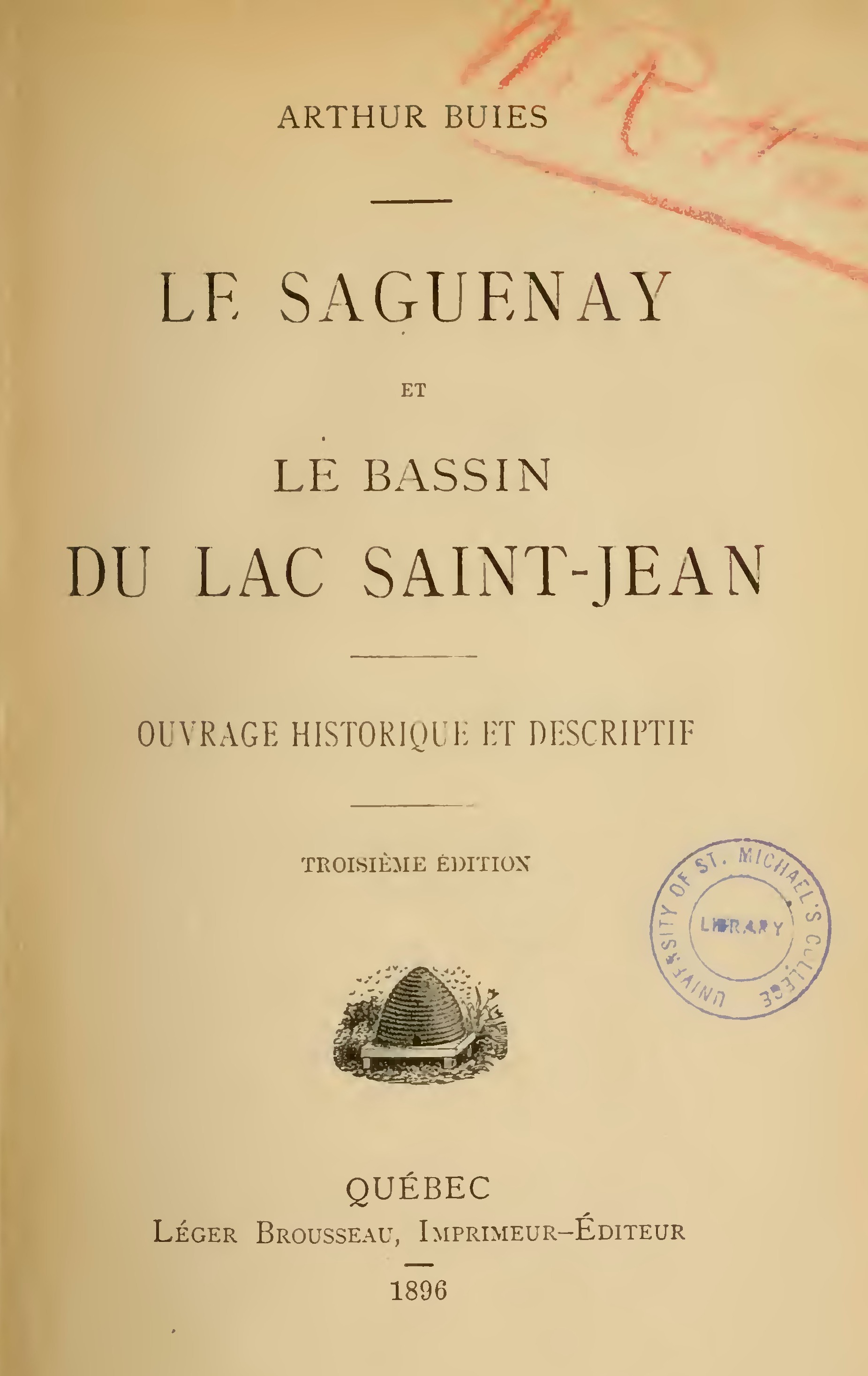
Une troisième édition de Le Saguenay et le bassin du lac Saint-Jean paraît en 1896.

Le grand rêve de Buies était de contribuer à la création d'une littérature nationale. Encore en 1896, il poursuivait ce  but mais il ne se faisait plus d'illusion : « Dans un pays comme le nôtre, il est presque impossible de faire un ouvrage purement littéraire ou historique: le champ intellectuel n'est pas encore assez large, ni les esprits surtout ».
Ces années sont assombries par les difficultés financières ainsi que par le décès du curé Labelle et de trois de ses enfants.

### Décès
Arthur Buies meurt à Québec le 26 janvier 1901, deux jours après son soixante et unième anniversaire. Il repose au cimetière Notre-Dame-de-Belmont à Sainte-Foy (Québec), à quelques pas de la tombe de son neveu, le peintre Edmond LeMoine (1877-1922).

## Style
Le style de Buies se caractérise notamment par son sens de l'humour, dont il use pour réduire à néant les arguments de ceux qu'il critique. Laurent Mailhot écrira à son sujet qu'« il ajoute l'humour à l'ironie, corrige le sarcasme par le sourire. » Par contre, « ceux qui ont voulu occulter la critique de Buies ont toujours insisté sur l’aspect souvent léger et pétillant de son œuvre afin d’en diminuer l’impact. » Alors que pour Laurent Mailhot, Buies « est le plus souple, le plus engagé, le plus complet des écrivains du XIXe siècle ici. »

## Œuvres
- Lettres sur le Canada : étude sociale, Montréal, imprimé pour l'auteur, 1864-1867. 2 vol. (52 p.)
- La Lanterne, publiée à Montréal de 1868 à 1869 et rééditée en 1884[31],[32].
- Chroniques, Québec, Typographie de C. Darveau, 1873-1875, 2 vol.
- Le Saguenay et la vallée du lac St. Jean : étude historique, géographique, industrielle et agricole faite d’après les renseignements les plus authentiques, et contenant les statistiques les plus récentes, en même temps que l’exposé de toutes les questions qui ont trait à ce pays, et des descriptions pittoresques des endroits les plus renommés, Québec, Imprimerie de A. Coté et cie, 1880, 342 p.
- Anglicismes et canadianismes, Typ. de C. Darveur, 1888 (lire en ligne [PDF]).
- L’Outaouais supérieur, Québec, imprimé par C. Darveau, 1889, 309 p.
- Récits de voyages : sur les Grands Lacs, à travers les Laurentides, promenades dans le vieux Québec, Québec, Typographie de C. Darveau, 1890, 271 p.
- La région du lac Saint-Jean, grenier de la province de Québec : guide des colons rédigé pour la Cie du chemin de fer de Québec et du lac Saint-Jean, Québec, [s.n.], 1890, 50 p.
- Au portique des Laurentides ; Une Paroisse moderne, Québec, imprimé par C. Darveau, 1891, 96 p.
- Québec en 1900 : conférence donnée à l'Académie de musique de Québec, lundi, le 29 mai 1893, Québec, Léger Brousseau éditeur, 1893, 65 p.
- I : Réminiscences et II : Les Jeunes barbares, Québec, Imprimerie de l'Electeur, [1893?], 110 p.
- La Vallée de la Matapédia : ouvrage historique et descriptif, Québec, Léger Brousseau, imprimeur-éditeur, 1895, 52 p.
- Le chemin de fer du lac Saint-Jean : ses origines, ses développements passés et futurs, son importance capitale, son action sur les progrès et l'avenir de la province de Québec : ouvrage historique et descriptif, Québec, Léger Brousseau Imprimeur éditeur, 1895, 116 p.
- Correspondances (1855-1901), Guérin, 1993[33], réédition de Francis Parmentier, Correspondance, Montréal, Lux, « Mémoire des Amériques », 2017, 394 p.

## Hommages
Plusieurs rues, endroits et lieux sont nommés en son honneur dont une avenue et une place Arthur-Buies à Montréal, un boulevard à Rimouski, un parc à Sherbrooke, un pavillon de l'école Équinoxe à Laval, un carré à Boisbriand ainsi que des rues à Alma, Blainville, Gatineau, Sainte-Julie, Lévis, Montréal, Laval, Saint-Jérôme, Saguenay et Québec. Une rue Buies est également nommée en son honneur à Longueuil.
Claude Henri Grignon en a fait un personnage dans le téléroman Les Belles histoires des pays d'en haut (1956-1970). Son rôle est interprété par Paul Dupuis,. Dans Les Pays d'en haut (2016-2021), Paul Doucet reprend le rôle d'Arthur Buies.
Le fonds d'archives d'Arthur Buies est conservé au centre d'archives de Québec de Bibliothèque et Archives nationales du Québec.
- Une plaque "Ici vécut de la ville de Québec est présente au 8-10, rue Sainte-Ursule, en son honneur, pour indiquer son ancien lieu de résidence.